# Klippdykning vid världsmästerskapen i simsport 2017
Klippdykning vid världsmästerskapen i simsport 2017 avgjordes mellan 28 och 30 juli 2017 i Budapest. Två tävlingar fanns på programmet, en för herrar (hoppning från plattform på 27 meters höjd) och en för damer (hoppning från plattform på 20 meters höjd). Tävlingarna avgjordes vid en provisorisk anläggning vid Batthyány tér i Budapest.
Detta blir tredje gången som tävlingar i klippdykning avgörs under ett världsmästerskap i simsport.

## Medaljsummering
| Disciplin       | Guld                   | Silver                | Brons                    |
| Damer 20 meter  | Rhiannan Iffland (AUS) | Adriana Jiménez (MEX) | Jana Nestsiarava (BLR)   |
| Herrar 27 meter | Steve LoBue (USA)      | Michal Navrátil (CZE) | Alessandro De Rose (ITA) |

## Medaljtabell
| Placering | Land        | Guld | Silver | Brons | Totalt |
| --------- | ----------- | ---- | ------ | ----- | ------ |
| 1         | Australien  | 1    | 0      | 0     | 1      |
| 1         | USA         | 1    | 0      | 0     | 1      |
| 3         | Tjeckien    | 0    | 1      | 0     | 1      |
| 3         | Mexiko      | 0    | 1      | 0     | 1      |
| 5         | Vitryssland | 0    | 0      | 1     | 1      |
| 5         | Italien     | 0    | 0      | 1     | 1      |
| Totalt    | Totalt      | 2    | 2      | 2     | 6      |